# 王元浩
王元浩（1697年—1744年），字海如。山东胶州人。清朝军事将领，武状元。
王元浩喜读史籍， 尤潜心于兵书， 通晓兵书阵法，精于骑射。康熙五十九年（1720年）中武举。雍正五年（1727年）中武进士，殿试中第一甲第一名，授头等侍卫。雍正六年（1728年）补授山西偏关营参将。到任后不满半年，升山西蒲州营副将。
乾隆元年（1736年），调任湖南洞庭水师副将。任内潜心研制武器，制造水战火炮，并绘制《火器图说》教习部属。乾隆九年（1744年）身患疽毒，卒于任。

## 外部連結
- 王元浩 （页面存档备份，存于） 青岛市志